# Sinologia Instytutu Orientalistyki Uniwersytetu Jagiellońskiego
Sinologia Instytutu Orientalistyki Uniwersytetu Jagiellońskiego to jednostka naukowo-badawcza, która kształci specjalistów w dziedzinie literatury, języków i kultury Chin, zarówno Chińskiej Republiki Ludowej, jak i Republiki Chińskiej na Tajwanie.

## Badania
Przedmiotami zainteresowań krakowskich badaczy są m.in. językoznawstwo sinologiczne, glottodydaktyka sinologiczna, problematyka nauczania języka chińskiego dorosłych, przekaz kulturowy, tradycja, komunikacja i społeczeństwo z perspektywy współczesnego języka chińskiego.

## Studia
Trzyletnie studia licencjackie przewidują opanowanie języka chińskiego w mowie i piśmie w zakresie pozwalającym na umiejętną komunikację werbalną i międzykulturową. Solidny fundament znajomości tajników Chińskiego Obszaru Językowego zapewnia zrozumienie mechanizmów poznawczych i percepcyjnych jednostki i społeczności wynikających ze specyfiki pisma chińskiego, leksyki zakorzenionej w chińskim języku klasycznym i tradycji, której lustrzanym odbiciem jest język każdej epoki, także współczesny. Znajomość języka to klucz do źródeł, klucz do wiedzy o ludziach, kraju i kulturze „wczoraj i dziś”.
Program studiów przewiduje intensywny kurs języka chińskiego obejmujący wiedzę o języku i jego przyswajaniu, systemach pisma chińskiego, podstawy języka klasycznego oraz ćwiczenia językowe (w zakresie mowy i pisma, czytania i tłumaczenia). Zajęcia językowe uzupełniają przedmioty wprowadzające w krąg kultury i dziejów Państwa Środka. W bogatym programie studiów, zajęcia o charakterze ogólnym (językoznawstwo, filozofia) są cennym narzędziem uporządkowania wiedzy humanistycznej w perspektywie europo- i sinocentrycznej.
Instytut Orientalistyki Uniwersytetu Jagiellońskiego oferuje także możliwość kontynuacji programu na studiach magisterskich.

## Zespół
Zespół tworzą:
- dr hab. Ewa Zajdler, prof. UJ
- dr hab. Joanna Grzybek
- dr Katarzyna Sarek
- mgr Katarzyna Grych
- dr Sebastian Wielosz
- mgr Chou Pi-Chun
- mgr Maria Jarosz
- mgr Andrzej Swoboda
- mgr Liao Yi-Ting
- mgr Tseng Pin-Ni
- mgr Shih I-An